# Gérard II de Looz

Blason du comté de Looz.

Gérard II de Looz, mort en 1191 à Saint-Jean-d'Acre, est comte de Looz de 1171 à 1191 et de Rieneck en Bavière. Il est fils de Louis Ier, comte de Looz, et d'Agnès de Metz.

## Biographie
Il succède à son père dans des moments difficiles : son père Louis, ayant ravagé le territoire de Saint-Trond, est attaqué et vaincu, près de Brusthem, le 28 juillet 1171, par les bourgeois de cette ville secondés par Gilles, comte de Duras. Les vainqueurs assiègent alors le château de Looz, où meurt le comte Louis le 11 août. L’assaut contre la forteresse est évité grâce à l’arrivée en renfort de Godefroid III de Brabant, qui a épousé en secondes noces, Imagina (ou Imaine), fille du comte de Looz, tout juste décédé. Une trêve est conclue. Agnès et son fils Gérard se rendent auprès de l’empereur Frédéric Barberousse, à Aix-la-Chapelle, pour obtenir une indemnité, mais les bourgeois de Saint-Trond, n’ayant fait que se défendre, leur réclamation reste sans résultat.
Tombé malade, il fait vœu de partir à Jérusalem et ne tarde pas à remplir sa promesse. Quand il revient, il trouve son comté en pleins troubles, son frère Hugues ayant entrepris de faire fortifier le village de Brusthem, ce qui, du temps de leur père, avait déjà provoqué des querelles. Gérard fait d’abord cesser les travaux. C’est à cette époque, en 1175, qu’il concède par charte aux habitants de Brusthem, le droit et la liberté dont jouissaient les bourgeois de Liège, lorsque ceux-ci étaient soumis à son pouvoir.
La mort prématurée de son frère Hugues, vers 1175, lui évite de grands soucis, compte tenu du caractère de ce frère qui pensait déjà à lui disputer ses châteaux et comtés.
À la suite de quelques disputes, il entre en guerre contre Raoul de Zähringen, prince-évêque de Liège. Le 31 juillet 1180, à la tête de ses chevaliers, il met en fuite l'armée épiscopale, et la refoule de Colmont jusque dans la ville de Tongres, la pille et y fait brûler l'église Notre-Dame. L'évêque, en représailles, fait incendier le 5 août le château et le bourg de Looz, ainsi que le bourg et l’abbaye de Munsterbilzen et le château de Montenaeken; plusieurs villages et seize églises sont alors complètement détruits ; Gérard est obligé d’implorer la paix qu’il obtient grâce à la médiation de Henri, dit l'Aveugle, comte de Namur et de Luxembourg, et Engelbert Ier, comte de Berg, tout en promettant de ne jamais fortifier Brusthem.
Il préfère ensuite déplacer sa cour à Kuringen, section de la ville belge de Hasselt située en Région flamande dans la province de Limbourg, et en 1182, il y fonde l'abbaye de Herkenrode, qu'il confie à l'ordre des Cisterciens.
Il fait construire à Rieneck en Bavière, un donjon heptagonal, s'inspirant du donjon de Looz.
Gérard repart à la croisade, conduite par l'empereur Frédéric Barberousse, le roi de France Philippe Auguste et le roi d'Angleterre Richard Cœur-de-Lion.
Il est tué, le 2 novembre 1191, au siège de Saint-Jean d'Acre.
Son corps est rapporté et inhumé dans l'abbaye de Herkenrode, où il repose aux côtés de sa femme Marie Adelaïde, fille du comte de Gueldres et de huit de ses nombreux enfants. Il avait accompli de son vivant quatre pèlerinages au Saint-Sépulcre de Jérusalem.

## Mariage et enfants
Il épouse Adélaïde (ou Marie) de Gueldre, fille d'Henri Ier, comte de Gueldre et de Zutphen, et d'Agnès d'Arnstein, dont il a :
- Louis II († 29 ou 30 juillet 1218), comte de Looz et de Hollande, sans postérité ;
- Gérard III († 1216), reçoit le comté de Rieneck (la distance entre Looz et Rieneck en Bavière est de 600 km et rend le gouvernement simultané des deux comtés assez difficile) ;
- Henri († 2 août 1218, 3 jours après son frère Louis), chanoine à Saint-Lambert de Liège, comte de Hochstaden en 1214, comte de Duras en 1216 puis comte de Looz en 1218, marié à Mathilde de Vianden ;
- Arnoul III († 1221), comte de Rieneck et de Looz ;
- Jean, seigneur de Steyn, marié à Marguerite de Grimbergen ;
- Thierry († après 1207, avant 1209), sénéchal de Nicomédie en 1204 ;
- Guillaume († 1206 à la bataille de Rousion (en), en Thrace) ;
- Imagina (ou Imaine), mariée après 1218 à Guillaume V de Fauquenberg, châtelain de Saint-Omer ;
- Mathilde, abbesse de l'abbaye de Munsterbilzen de 1220 à 1249 ;
- Yolande, mariée à Thierry de Heinsberg ;
- Anne ;
- Jeanne.

## Source
- Biographie nationale, par Académie royale des sciences, des lettres et des beaux-arts de Belgique, Tome VII, p. 631-635, 1866, par H. Thiry-Van Buggenhoudt, Bruxelles.
- Foudation for Medieval Genealogy : Lower Lotharingian nobility.
- Les princes évêques de Liège : Raoul de Zahringen.

- (nl) Cet article est partiellement ou en totalité issu de l’article de Wikipédia en néerlandais intitulé « Gerard van Loon » (voir la liste des auteurs).